# Egyedi tájérték

## Az egyedi tájérték fogalma
A természet védelméről szóló 1996. évi LIII. törvény 6. § (3) bekezdése alapján:  Egyedi tájértéknek minősül az adott tájra jellemző természeti érték, képződmény és az emberi tevékenységgel létrehozott tájalkotó elem, amelynek természeti, történelmi, kultúrtörténeti, tudományos vagy esztétikai szempontból a társadalom számára jelentősége van.
Más megfogalmazás szerint az egyedi tájértékek az ember társadalmi tevékenységével létrehozott azon tájalkotó elemek, beleértve az emberi tevékenység során hasznosított természeti elemeket is, amelyek történelmi, kultúrtörténeti vagy esztétikai szempontból valamely közösség számára jelentőssé váltak, ugyanakkor nem állnak sem műemléki, sem természetvédelmi oltalom alatt.

## Az egyedi tájértékek jogi szabályozása
Az egyedi tájértékek megállapítása és nyilvántartásba vétele a nemzeti park igazgatóságok feladata. Egy adott település egyedi tájértékeinek listáját a nemzeti park igazgatóságok megküldik az önkormányzatoknak, akik azt beleépítik a településrendezési tervükbe.

## Az egyedi tájértékek kataszterezése
Az egyedi tájértékek kataszterezése nemzeti szabvány alapján történik. Az első szabvány a MSZ 20381:1999 szabvány volt, melyet 2009-ben a MSZ 20381:2009 számú szabvány váltott fel. A kataszterezés részletes szabályait, az egyedi tájértékek típusait a szabvány tartalmazza.

## Az egyedi tájértékek csoportosítása

### Kultúrtörténeti egyedi tájértékek
1. Településsel kapcsolatos egyedi tájértékek
  1. Mindennapi élettel kapcsolatos építmény, állandó (művészeti) alkotás
  2. Birtokjel, határjel
  3. Kultikus, szakrális építmény, alkotás, helyszín
  4. Temetkezéssel kapcsolatos építmény, művészeti alkotás
  5. Védelemmel kapcsolatos létesítmény
  6. Földméréssel kapcsolatos létesítmény
  7. Zöldfelületi létesítmény, objektum
2. Közlekedéssel, szállítással kapcsolatos egyedi tájértékek
  1. Út, útvonal vagy annak részlete
  2. Útvonalakat összekötő létesítmény
  3. Közlekedéssel, szállítással kapcsolatos építmény, épület, 1étesítmény
3. Termeléssel kapcsolatos egyedi tájértékek
  1. Erdő- és vadgazdálkodással kapcsolatos egyedi tájérték
  2. Agrártörténeti egyedi tájérték
  3. Ipartörténeti egyedi tájérték
  4. Bányászattal kapcsolatos egyedi tájérték
  5. Vízhasználattal. vízgazdélkodássa1 kapcsolatos egyedi tájérték
4. Egyéb emberi tevékenységhez, eseményhez kapcsolódó egyedi tájértékek
  1. Történelmi vagy kulturális eseménnyel. illetve jelentős személlyel kapcsolatos egyedi tájérték
  2. Turizmushoz, természetjáráshoz kapcsolódó egyedi tájérték
  3. Vendéglátáshoz kapcsolódó egyedi tájérték

### Természeti egyedi tájértékek
1. Földtudományi egyedi tájértékek
  1. Geológiai egyedi tájérték
  2. Geomorfológiai egyedi tájérték
  3. Talajtani egyedi tájérték
  4. Víztani egyedi tájérték
2. Biológiai egyedi tájértékek
  1. Növényegyed, növénycsoport
  2. Élőhely
  3. Állat tartózkodására szolgáló hely

### Tájképi egyedi tájértékek
1. Kilátópont egyedi vagy jellegzetes látványképpel
2. Vonalas jellegű kilátóhely egyedi vagy jellegzetes látványképpel